# Szlif laboratoryjny

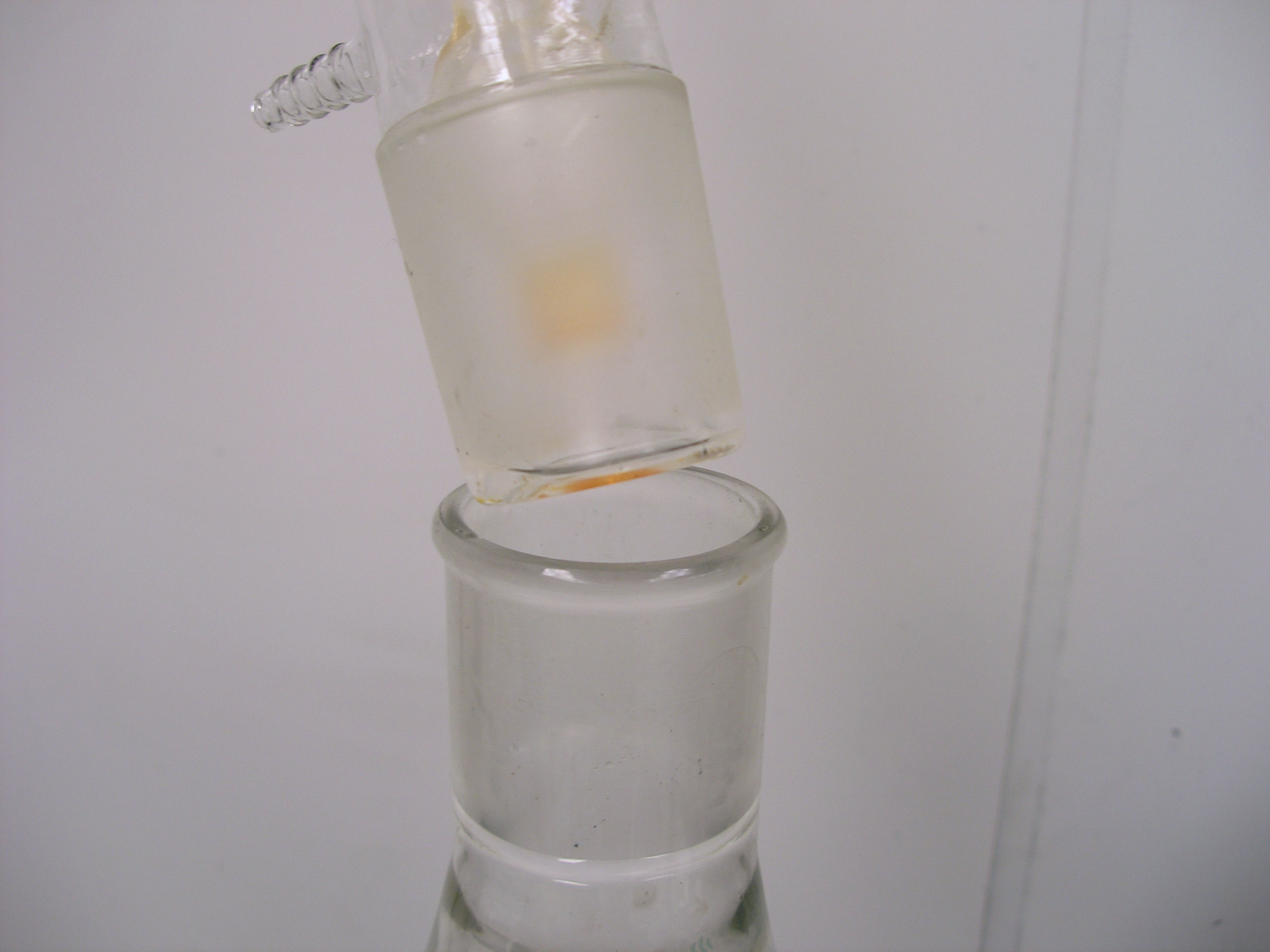
Połączenie szlifowe - stożkowe

Szlif laboratoryjny – najczęściej spotykany sposób łączenia szklanych elementów aparatury laboratoryjnej.
Nazwa tych połączeń wynika z faktu, że ich najbardziej charakterystyczną cechą jest wyszlifowana i przez to zmatowiona powierzchnia styku. Połączenia te otrzymuje się w wyniku szlifowania miejsc styku różnych elementów aparatury - zwykle za pomocą past szlifierskich, w skład których wchodzi pył diamentowy lub korundowy.
Procedura szlifowania daje w efekcie połączenia, które są do siebie dopasowane i przez to szczelne. Najlepsze rodzaje szlifów zapewniają szczelność całej aparatury na poziomie 10-3 tora.
Szlify umieszcza się zwykle na zakończeniach elementów aparatury (np. szyjki kolb), gdzie służą do łączenia z innymi elementami. Są one także często spotykane w kranikach szklanych np. w biuretach i  liniach próżniowych. Coraz częściej zastępuje się je kranami teflonowymi.

## Rodzaje szlifów

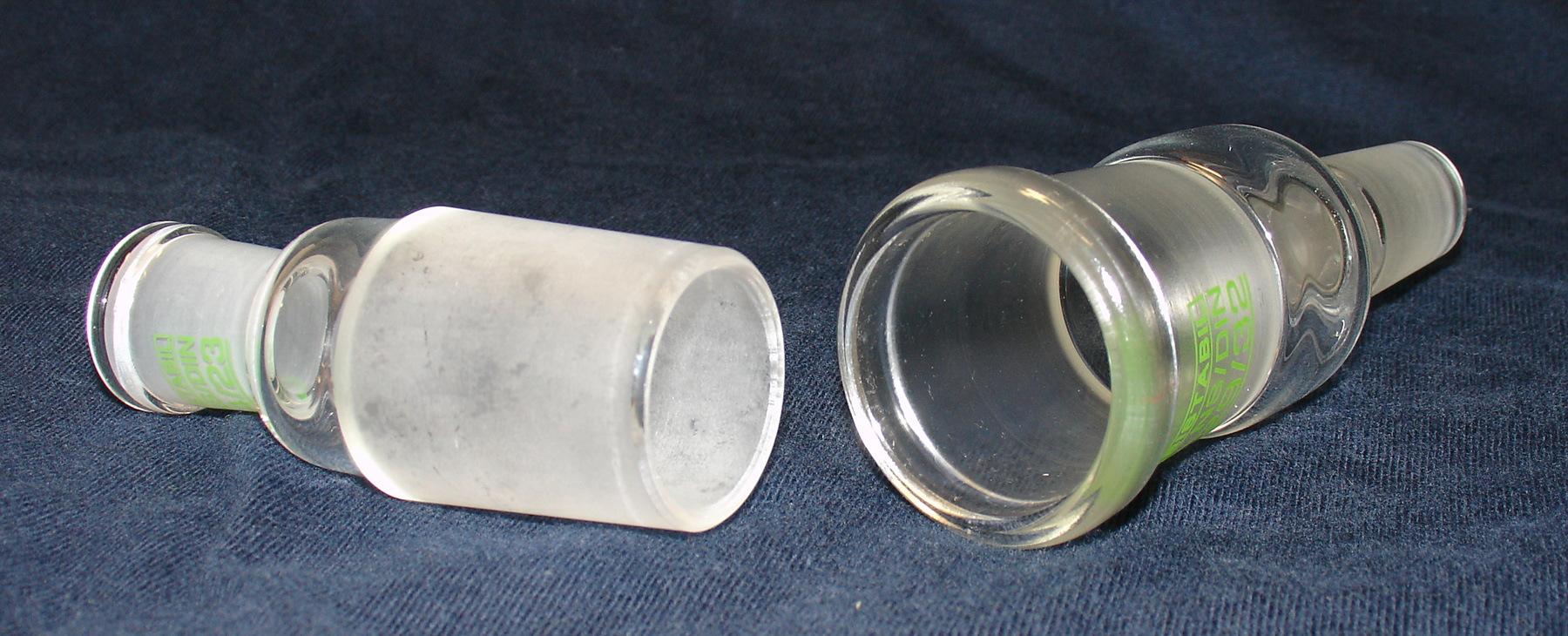
Szlify stożkowe - po lewej męska końcówka szlifu pasująca do żeńskiego szlifowanego otworu. Szklane elementy to reduktory szlifów.

Spośród szlifów spotykanych w aparaturze laboratoryjnej wyróżnia się:
- ze względu na dopasowanie szlifów:
  - szlify pasowane - są to połączenia, które są zwykle ręcznie szlifowane parami i z tego powodu są niewymienne - tzn. dwa wyszlifowane elementy aparatury tworzące daną parę pasują tylko do siebie i nie można ich łączyć z innym elementami
  - szlify standaryzowane - są to szlify o ściśle określonych wymiarach, które są wykonywane w gotowej formie przez producentów aparatury; dzięki ścisłemu "trzymaniu wymiarów" połączeń szlifowych możliwe jest składanie dowolnych zestawów aparatury, pod warunkiem, że posiadają one szlify zgodne z określoną normą
- ze względu na kształt szlifów
  - tradycyjne szlify stożkowe - są one najczęściej spotykane; szlify tego rodzaju mają kształt ściętego stożka i dzielą się dalej na szlify "męskie" i "żeńskie"; szlif męski jest wykonywany na zewnętrznej stronie aparatury i wchodzi do środka szlifu "żeńskiego", który jest wykonywany na wewnętrznej stronie aparatury; szlify stożkowe dają połączenia sztywne
  - szlify kuliste - mają one kształt sferyczny a nie stożkowy i również dzielą się na wersję "męską" i "żeńską"; są trudniejsze do wykonania, zaś ich zaletą w stosunku do stożkowych jest fakt, że tworzą one połączenia ruchome podobne trochę do ludzkich stawów
  - szlify płaskie, zwane też kołnierzowymi - są one wykonywane na płaskich powierzchniach, zwykle wystających z aparatury w formie kołnierza; są one stosowane głównie w eksykatorach i kolbach sulfonacyjnych.

## Normy szlifów stożkowych
Szlify standaryzowane, stożkowe mają znormalizowane rozmiary. Normy te zostały ustalone w latach 70. XX w. przez firmę QuickFit, która jako pierwsza zaczęła produkować tego rodzaju szlify, zaadaptowane następnie przez większość liczących się innych producentów. Szlify te mają ustalone rozmiary początkowej wewnętrznej średnicy stożka, jego długość oraz kąt nachylenia bocznych ścianek względem osi stożka. Dzięki temu wystarcza, że ich wewnętrzne średnice są ze sobą zgodne, aby do siebie pasowały. Średnice te są podawane w milimetrach. Najczęściej spotykanymi wymiarami tych szlifów są: 8, 10, 14, 19, 24, 29, 32 i 64.

## Montowanie aparatury szlifowej
Aparaturę szlifową ze szlifami standaryzowanymi montuje się wciskając odpowiednie szlify "męskie" do szlifów "żeńskich". Aby zapewnić szczelność tych połączeń i jednocześnie zabezpieczyć je przed zapiekaniem, stosuje się smary, którymi pokrywa się powierzchnie połączeń. Najczęściej stosuje się smary silikonowe (np. Dow Corning High Vacuum Grease, Lubrina Smar Silikonowy TYP C), smary mineralne (np. Apiezon A) oraz tzw. "piceinę", która jest masą mineralną o barwie czarnej topniejącą w temp ok. 200 °C.
Połączenia szlifowe zabezpiecza się przed rozłączeniem za pomocą gumek, lub wykonywanych z metalu lub tworzywa klipsów zaciskowych.

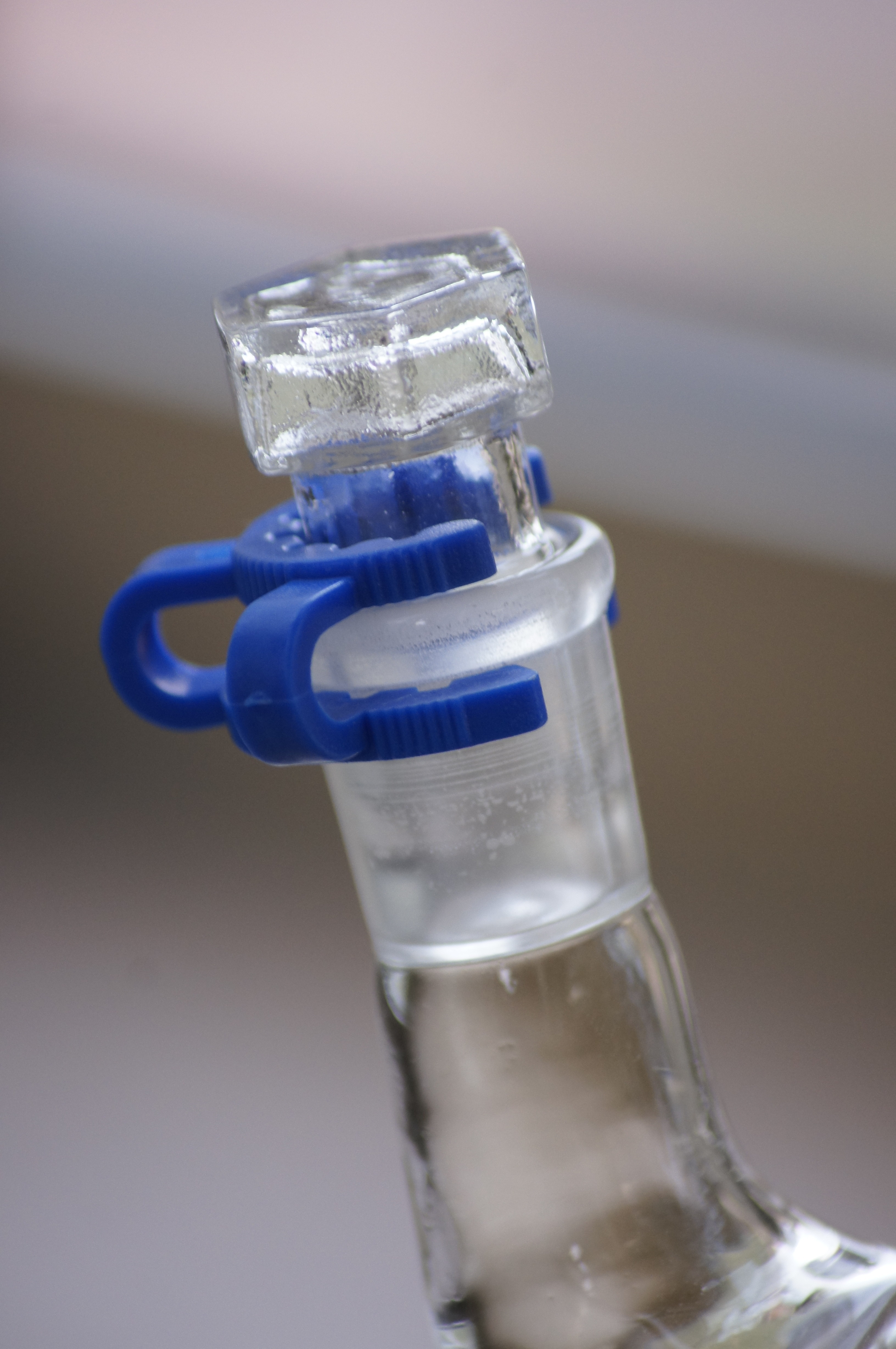
Szlif z korkiem 19/26 z założonym klipsem zaciskowym